# WY Возничего
WY Возничего (лат. WY Aurigae) — одиночная переменная звезда в созвездии Возничего на расстоянии приблизительно 5819 световых лет (около 1784 парсеков) от Солнца. Видимая звёздная величина звезды — от +13,47m до +13,21m.

## Характеристики
WY Возничего — оранжевая пульсирующая полуправильная переменная звезда (SR:) спектрального класса K. Радиус — около 2,97 солнечных, светимость — около 3,114 солнечных. Эффективная температура — около 4448 К.